# مذبل (همدان)

تعديل مصدري - تعديل

مذبل هي إحدى قرى عزلة ربع همدان بمديرية همدان التابعة لمحافظة صنعاء، يبلغ تعداد سكانها 732 نسمة حسب تعداد اليمن لعام 2004.